# Amanichedolo
Amanichedolo war ein nubischer König, der wohl im zweiten oder dritten nachchristlichen Jahrhundert regierte.
Amanichedolo ist bisher nur von einem Fragment einer Opfertafel bekannt, das sich auf dem Westfriedhof in Meroe fand. Es lag beim Grab Beg W19. Es bleibt zweifelhaft, ob dies sein Grab war. Ihm wurde stattdessen die Pyramide Beg N34 zugeordnet, doch ist dies sehr spekulativ.